# 황산로 (김제시)
황산로(Hwangsan-ro)은 대한민국의 전북특별자치도 김제시 순동에서 시작하여, 봉남면을 거쳐 연결하는 도로이다.

## 노선 경로
- 신덕삼거리 - 봉남로
- (이름 없음) - 콩쥐팥쥐로